# Brachyolene pictula
Brachyolene pictula es una especie de escarabajo de la familia Cerambycidae. Fue descrita por Stephan von Breuning en 1940. Se encuentra en Uganda.